# مون یه وون
مون یه وون (کره‌ای: 문예원؛ زادهٔ ۱۰ سپتامبر ۱۹۹۱) بازیگر و مدل اهل کره جنوبی است. او به خاطر ایفای نقش در مجموعه تلویزیونی فرزندان هیچکس و فیلم گونجیام: تیمارستان تسخیرشده شناخته می‌شود.

## فیلم‌شناسی

### فیلم
| سال  | عنوان                       | نقش                  | زبان  | منابع |
| ---- | --------------------------- | -------------------- | ----- | ----- |
| ۲۰۱۸ | گونجیام: تیمارستان تسخیرشده | شارلوت               | کره‌ای | [ ۶ ] |
| ۲۰۱۸ | ایلانگ: تشکیلات گرگ         | بانوی با لباس باشکوه | کره‌ای | [ ۷ ] |

### مجموعه تلویزیونی
| سال       | عنوان                 | نقش           | منبع   |
| --------- | --------------------- | ------------- | ------ |
| ۲۰۱۸      | فرزندان هیچکس         | چوی می سون    | [ ۸ ]  |
| ۲۰۱۹      | خیلی قانونی           | نام سول هی    | [ ۹ ]  |
| ۲۰۲۰      | کفتار                 | بک وون می     | [ ۱۰ ] |
| ۲۰۲۱      | شادی                  | وو سانگ هی    | [ ۱۱ ] |
| ۲۰۲۱      | یک روز معمولی         | کانگ دا کیونگ | [ ۱۲ ] |
| ۲۰۲۲–۲۰۲۳ | سه خواهر و برادر جسور | لی سانگ مین   | [ ۱۳ ] |
| ۲۰۲۲      | عشق مال احمق‌هاست      | آن سو یون     | [ ۱۴ ] |